# فوق أكسيد البوتاسيوم
 فوق أكسيد البوتاسيوم مركب كيميائي له الصيغة KO2 ، ويكون على شكل بلورات صفراء.

## الخواص
- يتفكك بشكل عنيف مع الماء مشكلاً هيدروكسيد البوتاسيوم والماء الأكسجيني والأكسجين

4KO2 + 2H2O → 4KOH + 3O2
2KO2 + 4H2O → 2KOH + 3H2O2
- لدى فوق أكسيد البوتاسيوم المقدرة على الارتباط مع بخار الماء وثنائي أكسيد الكربون مشكلاً بذلك الأكسجين في الوسط المحيط، بالإضافة إلى تشكيل بيكربونات البوتاسيوم.

4KO2 + 4CO2 + 2H2O → 4KHCO3 + 3O2

## التحضير
يحضر فوق أكسيد البوتاسيوم من حرق فلز البوتاسيوم بتيار من غاز الأكسجين حسب المعادلة:
K + O2 → KO2

## الاستخدامات
- يستعمل فوق أكسيد البوتاسيوم في محطات الفضاء والغواصات من أجل توليد الأكسجين من هواء الزفير، حيث يتفاعل فوق أكسيد البوتاسيوم مع غاز ثنائي أكسيد الكربون وبخار الماء كما في المعادلة أعلاه.
- يتميز بخواصه المؤكسدة القوية، لذا يستعمل في القصر (التبييض).